# 智利气象局
智利气象局（西班牙語：Dirección Meteorológica de Chile, DMC）是智利一个致力于研究、信息、预报和气象维护的公共机构，其上级单位是智利民航总局。
1884年3月26日该局正式宣布成立，源自于当时的一项最高法令：有关机构每天必须通过电报向圣地亚哥传送气象信息。气象局的主体建筑建于1857年。气象局的主要工作就是执行气象站的安装项目、国家气象站网络仪器维护以及智利所有机场和机场的气象设备的维护。
其总部是金塔諾馬爾气象站，这是圣地亚哥建立的第一个气象站，也是该国的主要气象站，负责为上述社区、圣地亚哥市和大都市区提供当前的天气实况和天气预报。